# 古钱大辞典
《古钱大辞典》，丁福保编著的一部钱谱。共十二册。第一册为通检，将各古钱之第一字，按笔画编成目录。第二册至第六册为上编，按古刀币、圆钱、压胜等三类列图。第七册至第十一册为下编，按各钱之有关考据及钱谱之学说，加以分列，第十二册为总论，列综合性的论著和各钱谱的介绍。
该书资料搜集比较完备，所录古钱除了编者丁福保自己的藏品以外，还收录了翁树培《古泉汇考》、刘喜海《泉苑精华》、鲍康《观古阁泉拓》三书以及日本人平尾聚泉所辑各种钱谱中的古钱拓本，另外，与编者同时期的藏家方若、张乃骥的一些藏钱精拓也被收入该书之中。

## 出版
| 出版社   | 年份   | 册数 | ISBN          |
| -------- | ------ | ---- | ------------- |
| 世界书局 | 1965年 | 5    |               |
| 中华书局 | 1982年 | 2    | 9787101004823 |